# ساوثهامبتون إتشون (دائرة انتخابية في المملكة المتحدة)
ساوثهامبتون إتشون (بالإنجليزية: Southampton, Itchen)‏ هي إحدى الدوائر الانتخابية في المملكة المتحدة الممثلة في مجلس العموم في برلمان المملكة المتحدة.
عضو البرلمان الذي يمثلها حالياً هو :Rt Hon John Denham (Lab).